# Mealhada
Mealhada és un municipi i una ciutat de Portugal (portuguès:cidade e municipio), situat al districte d'Aveiro, a la regió del Centre, a la subregió de Baixo Mondego / Regiao de Coimbra i zona vinicula de Bairrada. L'any 2004 tenia 21.500 habitants. Limita al nord amb Anadia, a l'est amb Mortágua, al sud-est amb Penacova, al sud-est i sud amb Coïmbra i a l'oest amb Cantanhede.

## Població
| Població del concelho de Mealhada (1801 – 2004) | Població del concelho de Mealhada (1801 – 2004) | Població del concelho de Mealhada (1801 – 2004) | Població del concelho de Mealhada (1801 – 2004) | Població del concelho de Mealhada (1801 – 2004) | Població del concelho de Mealhada (1801 – 2004) | Població del concelho de Mealhada (1801 – 2004) | Població del concelho de Mealhada (1801 – 2004) | Població del concelho de Mealhada (1801 – 2004) |
| ----------------------------------------------- | ----------------------------------------------- | ----------------------------------------------- | ----------------------------------------------- | ----------------------------------------------- | ----------------------------------------------- | ----------------------------------------------- | ----------------------------------------------- | ----------------------------------------------- |
| 1801                                            | 1849                                            | 1900                                            | 1930                                            | 1960                                            | 1981                                            | 1991                                            | 2001                                            | 2004                                            |
| 2326                                            | 7102                                            | 9915                                            | 13869                                           | 17478                                           | 19305                                           | 18272                                           | 20751                                           | 21500                                           |

## Freguesies
- Barcouço
- Casal Comba
- Luso (estatut de vila)
- Mealhada (estatut de Ciutat); Ventosa do Bairro i Antes
- Pampilhosa (estatut de vila)
- Vacariça
- Ventosa do Bairro